# 2011年至2012年亚美尼亚独立杯
2011年至2012年亚美尼亚独立杯，为第21届亚美尼亚独立杯，参赛球队为亚美尼亚足球甲级联赛的8支球队。本届赛事开始于2011年11月19日，结束于2012年4月。希拉克足球俱乐部获得冠军。

## 决赛
| 2012年4月29日 14:30 CEST |

| Impuls | 0 – 1  | 希拉克 |
| ------ | ------ | ------ |
|        | Report | Li 38' |

| 久姆里城市体育场 觀眾人數：3,500 ：Andrea De Marco (意大利) |